# (7269) Alprokhorov
(7269) Alprokhorov ist ein Asteroid des äußeren Hauptgürtels, der von der sowjetischen Astronomin Tamara Michailowna Smirnowa am 2. November 1975 am Krim-Observatorium in Nautschnyj (IAU-Code 095) entdeckt wurde.
Der Himmelskörper wurde am 28. September 1999 nach dem sowjetischen Physiker Alexander Michailowitsch Prochorow (1916–2002) benannt, der Professor an der Lomonossow-Universität war und 1964 zusammen mit Charles H. Townes und Nikolai Bassow den Physik-Nobelpreis „für grundlegende Arbeiten auf dem Gebiet der Quantenelektronik, die zur Konstruktion von Oszillatoren und Verstärkern auf der Basis des Maser-Laser-Prinzips führten“, erhielt.